# Trophée de France 1914
Navigation
Trophée de France 1913 Coupe de France 1916
Le Trophée de France 1914 est la 8e édition du Trophée de France, une compétition de football association organisée par le Comité français interfédéral (CFI) et qui oppose en fin de saison les champions de chaque fédération qui compose le CFI.
La compétition est remportée par l'Olympique lillois, le champion de l'Union des sociétés françaises de sports athlétiques, qui bat en finale celui de la Fédération cycliste et athlétique de France, la Vie au Grand Air du Médoc.

## Participants

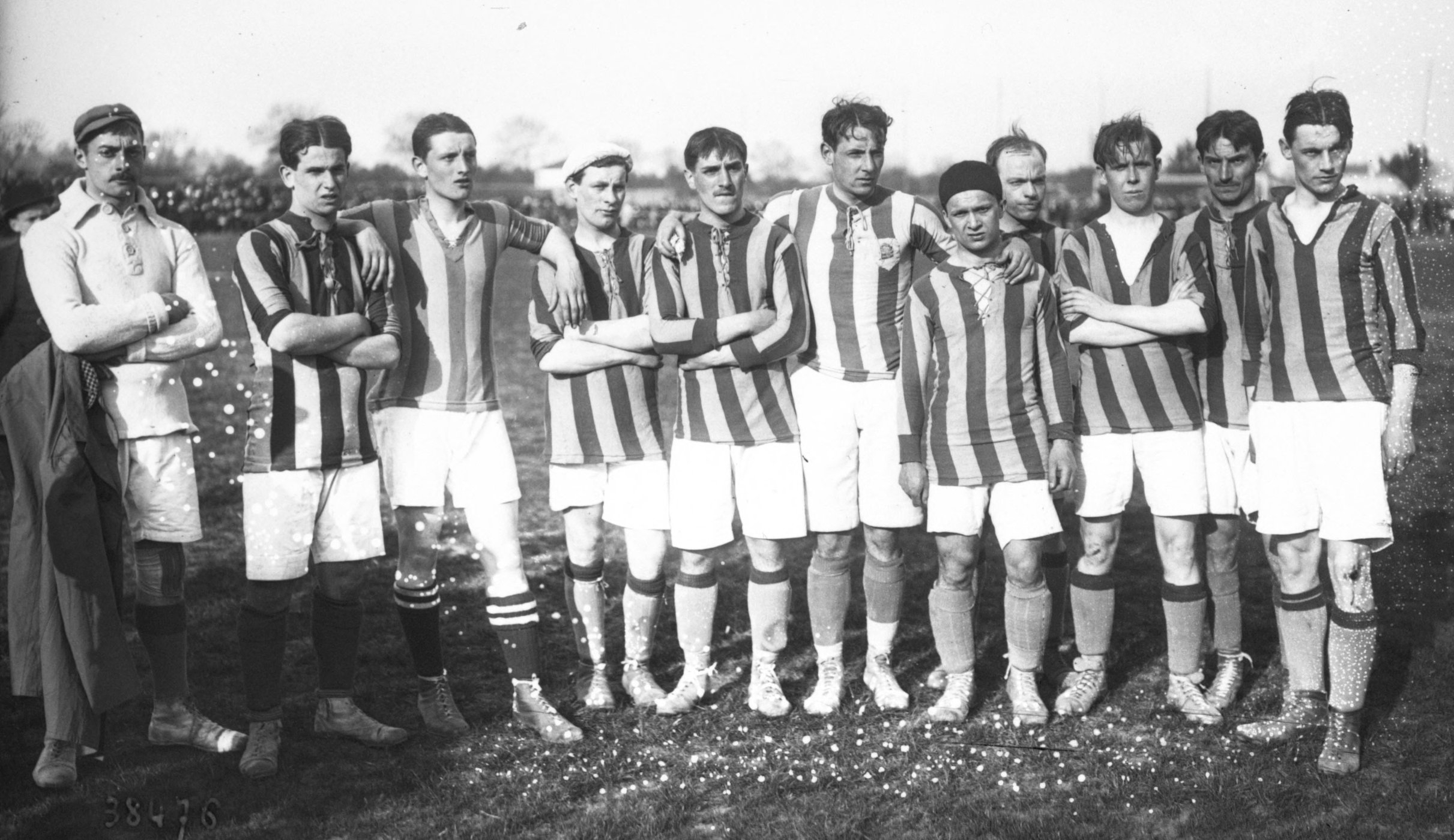
Équipe de la Vie au Grand Air du Médoc avant la finale.

| Club                              | Ville            | Fédération                                                          |
| --------------------------------- | ---------------- | ------------------------------------------------------------------- |
| Olympique lillois                 | Lille            | Union des sociétés françaises de sports athlétiques (USFSA)         |
| Football Étoile Club de Levallois | Levallois-Perret | Ligue de Football Association (LFA)                                 |
| Vie au Grand Air du Médoc         | Bordeaux         | Fédération cycliste et athlétique de France (FCAF)                  |
| Patronage Olier                   | Paris            | Fédération gymnastique et sportive des patronages de France (FGSPF) |

## Compétition

### Demi-finales
Les demi-finales ont lieu le 19 avril 1914,,.
| Demi-finale   | Vie au Grand Air du Médoc                                                                                  | 3 – 2   | Patronage Olier                                                                                               |                                                               |                                                               |
| 19 avril 1914 | Tulloch ? · Dupeyron ?                                                                                     |         | ? Tossier · ? Bonnefoy                                                                                        | Vélodrome de la Côte d'Argent, Talence Arbitrage : M. Prévost | Vélodrome de la Côte d'Argent, Talence Arbitrage : M. Prévost |
| 19 avril 1914 | Marcé - Rodel, Groselle - Kiefer, Ed. Gasqueton, Moreau - Et. Gasqueton, Tulloch, Dupeyron, Sample, Angoso | Équipes | Lechevallier - Longefait, Tossier - Vuillemot, Waud, Maillard - Bonnefoy, Bienvenu, Récamier, Laplace, Masson | Vélodrome de la Côte d'Argent, Talence Arbitrage : M. Prévost | Vélodrome de la Côte d'Argent, Talence Arbitrage : M. Prévost |

| Demi-finale   | Olympique lillois                                                                                    | 4 – 1   | FEC Levallois |                               |                               |
| 19 avril 1914 | Eloy ? · Chandelier ? · Six ?                                                                        |         | ? M. Gastiger | Roubaix Arbitrage : G. Jandin | Roubaix Arbitrage : G. Jandin |
| 19 avril 1914 | Carpentier - Degouve, Jouvel - Gravelines, Ducret, Montagne - Vignoli, Six, Eloy, Chandelier, Mollet | Équipes | Delbouscas - Vilette, P. Romano - Petitjean, Barreau, Kratzer - M. Gastiger, P. Gastiger, Ebner, F. Romano, Triboulet | Roubaix Arbitrage : G. Jandin | Roubaix Arbitrage : G. Jandin |

### Finale
La finale a lieu le 26 avril 1914,,,,,
| Maillot blanc avec bande horizontale rouge |

| Maillot à bandes verticales bleu et vert |

| Maillot blanc avec bande horizontale rouge |

| Maillot à bandes verticales bleu et vert |